# Parlin (powiat świecki)
Parlin – wieś w Polsce położona w województwie kujawsko-pomorskim, w powiecie świeckim, w północnej części gminy Pruszcz. Według spisu powszechnego z 31 marca 2011 roku wieś liczyła 468 mieszkańców. 
W latach 1975–1998 miejscowość należała administracyjnie do województwa bydgoskiego.
Przez miejscowość przebiega linia kolejowa nr 131 (Chorzów Batory – Bydgoszcz Główna – Parlin – Laskowice Pomorskie – Tczew).
Część wsi znajduje się na obszarze Nadwiślańskiego Obszaru Chronionego Krajobrazu
Rozporządzeniem nr 305/93 Wojewody Bydgoskiego z dnia 26 października 1993 roku grupa drzew znajdująca się w miejscowym parku uznana została za pomnik przyrody.